# Ferrer (Familienname)
Ferrer ist ein Familienname.

## Herkunft und Bedeutung
Ferrer ist ein insbesondere im spanischen Sprachraum vorkommender, ursprünglich berufsbezogener Familienname katalanischer Herkunft mit der Bedeutung „Metallarbeiter, Schmied“, abgeleitet von dem lateinischen ferrum mit der Bedeutung „Eisen“.

## Namensträger
- Albert Ferrer (* 1970), spanischer Fußballspieler
- Álvaro Ferrer Vecilla (* 1982), spanischer Handballspieler
- Anne Ferrer (* 1947), britische Philanthropin
- Beatriz Ferrer-Salat (* 1966), spanische Dressurreiterin
- Bonifatius Ferrer (1355–1417), Kartäuser-Mönch und Ordensgeneral
- Buenaventura Abárzuza Ferrer († 1910), spanischer Diplomat, liberaler Politiker und Journalist
- Carlos Virgilio Ferrer Argote (* 1941), mexikanischer Diplomat
- Claudia Hoste Ferrer (* 1998), spanische Tennisspielerin
- Claudio Ferrer (1904–1979), puerto-ricanischer Komponist und Sänger
- Concepció Ferrer (* 1938), spanische Politikerin
- Darsi Ferrer (1969–2017), kubanischer Arzt und Journalist
- David Ferrer (* 1982), spanischer Tennisspieler
- Esther Ferrer (* 1937), spanische Künstlerin
- Florentino Ferrer Cinense (* 1938), philippinischer Priester, Bischof von Tarlac
- Francisco Ferrer (Tennisspieler), spanischer Tennisspieler
- Francesc Ferrer i Guàrdia (1859–1909), spanischer Pädagoge
- Francisco Simón Conesa Ferrer (* 1961), spanischer Geistlicher, Bischof von Solsona
- Frank Ferrer (* 1966), US-amerikanischer Schlagzeuger
- Gabriella Torres-Ferrer (* 1987), puerto-ricanischer Künstler
- Gil Ferrer Cutiño (* 1974), kubanischer Volleyballspieler und -trainer
- Horacio Ferrer (1933–2014), uruguayischer Librettist, Journalist, Schriftsteller und Musikhistoriker
- Ibrahim Ferrer (1927–2005), kubanischer Musiker
- Inés Ferrer Suárez (* 1990), spanische Tennisspielerin
- Isabelle Ferrer (* 1974), französische Triathletin
- Isidro Ferrer (* 1963), spanischer Illustrator und Grafikdesigner
- Jaume Ferrer, spanischer Entdecker
- Jean-Michel Ferrer, Pseudonym des französischen Science-Fiction-Autors Michel Demuth (1939–2006)
- Jesús Ferrer (1941–2011), spanischer Synchronsprecher und Schauspieler
- Joan Francesc Ferrer Sicilia (* 1970), spanischer Fußballspieler und -trainer, siehe Rubi (Fußballspieler)
- Joaquín María Ferrer Cafranga (1777–1861), spanischer Politiker
- José Ferrer (Komponist) (um 1755–1815), spanischer Komponist und Organist
- José Ferrer (Musiker) (1835–1916), spanischer Gitarrist, Komponist und Musikpädagoge
- José Ferrer (1912–1992), puerto-ricanischer Schauspieler und Regisseur
- José Ferrer (Bobfahrer) (* 1965), puerto-ricanischer Bobfahrer
- José Daniel Ferrer (* 1970), kubanischer Dissident und Menschenrechtsaktivist
- José Figueres Ferrer (1906–1990), costa-ricanischer Politiker, Präsident zwischen 1948 und 1974
- Josep Costa Ferrer (1876 bis 1971), ein aus Ibiza stammender Künstler, Illustrator und Architekt
- Josep Ferrer i Beltran († 1815), aragonesisch-katalanischer Komponist und Organist
- Josep Marraco i Ferrer (1835–1913), katalanischer Organist, Violinist, Komponist und Kapellmeister
- Josep Muset i Ferrer (1889–1957), katalanischer Organist, Komponist und katholischer Priester
- Juan Ferrer (1955–2015), kubanischer Judoka
- Juan Miguel Ferrer Grenesche (* 1961), spanischer Priester
- Julio Ferrer (1953–2022), puerto-ricanischer Leichtathlet
- Kristyan Ferrer (* 1995), mexikanischer Schauspieler
- Llorenç Serra Ferrer (* 1953), spanischer Fußballtrainer
- Longinos Navás Ferrer (1858–1938), spanischer Entomologe
- Luis Francisco Ladaria Ferrer (* 1944), katholischer Geistlicher, Präfekt der Kongregation für die Glaubenslehre, siehe Luis Ladaria
- Mateu Ferrer i Oller (1788–1864), katalanischer Komponist, Organist, Orchesterleiter und Kapellmeister
- Mel Ferrer (1917–2008), US-amerikanischer Schauspieler, Regisseur und Produzent
- Miguel Ferrer (1955–2017), US-amerikanischer Schauspieler
- Miquel Ferrer Flórez (* 1922), mallorquinischer Historiker
- Miquel Ferrer Sanxis (1899–1990), katalanischer Politiker und Gewerkschafter
- Miquel Ferrer i Aymamí (* 1931), katalanischer Fußballspieler
- Miquel Ferrer i Ramonatxo (1861–1912), katalanischer Komponist, Organist und Kapellmeister
- Miriam Coronel-Ferrer, philippinische Politikwissenschaftlerin und Friedensunterhändlerin
- Nino Ferrer (1934–1998), französischer Sänger, Liederschreiber und Komponist
- Pedro Ferrer (Fußballspieler) (1908–??), kubanischer Fußballspieler
- Pedro Ferrer (Leichtathlet) (* 1954), puerto-ricanischer Leichtathlet
- Pedro Luis Ferrer (* 1952), kubanischer Liedermacher
- Plácido Domingo Ferrer (1907–1987), spanischer Sänger (Bariton)
- Renée Ferrer de Arréllaga (* 1944), paraguayische Poetin
- Rosa Ferrer Obiols (1960–2018), andorranische Politikerin
- Sean Hepburn Ferrer (* 1960), Schweizer Filmproduzent
- Séverine Ferrer (* 1977), französische Sängerin und Schauspielerin
- Sylvie Ferrer (* 1967), französische Politikerin
- Tessa Ferrer (* 1986), US-amerikanische Schauspielerin
- Vicente Ferrer Moncho (1920–2009), spanischer Philanthrop und Entwicklungshelfer
- Vinzenz Ferrer (1350–1419), katalanischer Dominikaner und Prediger